# Pseudochama granti
Pseudochama granti is een tweekleppigensoort uit de familie van de Chamidae. De wetenschappelijke naam van de soort is voor het eerst geldig gepubliceerd in 1934 door Strong.